# Black Lives Matter
Black Lives Matter, BLM (dosł. „Czarne życia się liczą” lub „Czarne życia mają znaczenie”) – międzynarodowy ruch walczący o prawa osób czarnoskórych, wywodzący się ze społeczności afroamerykańskiej, którego celem jest walka z przemocą wobec osób czarnoskórych i z rasizmem systemowym. Ruch regularnie organizuje protesty przeciwko brutalności policji wobec osób czarnoskórych oraz przeciwko nierówności rasowej w amerykańskim wymiarze sprawiedliwości. Znakiem rozpoznawalnym Black Lives Matter jest uniesiona czarna pięść, zapożyczona od symbolu autonomistów.

## Początki

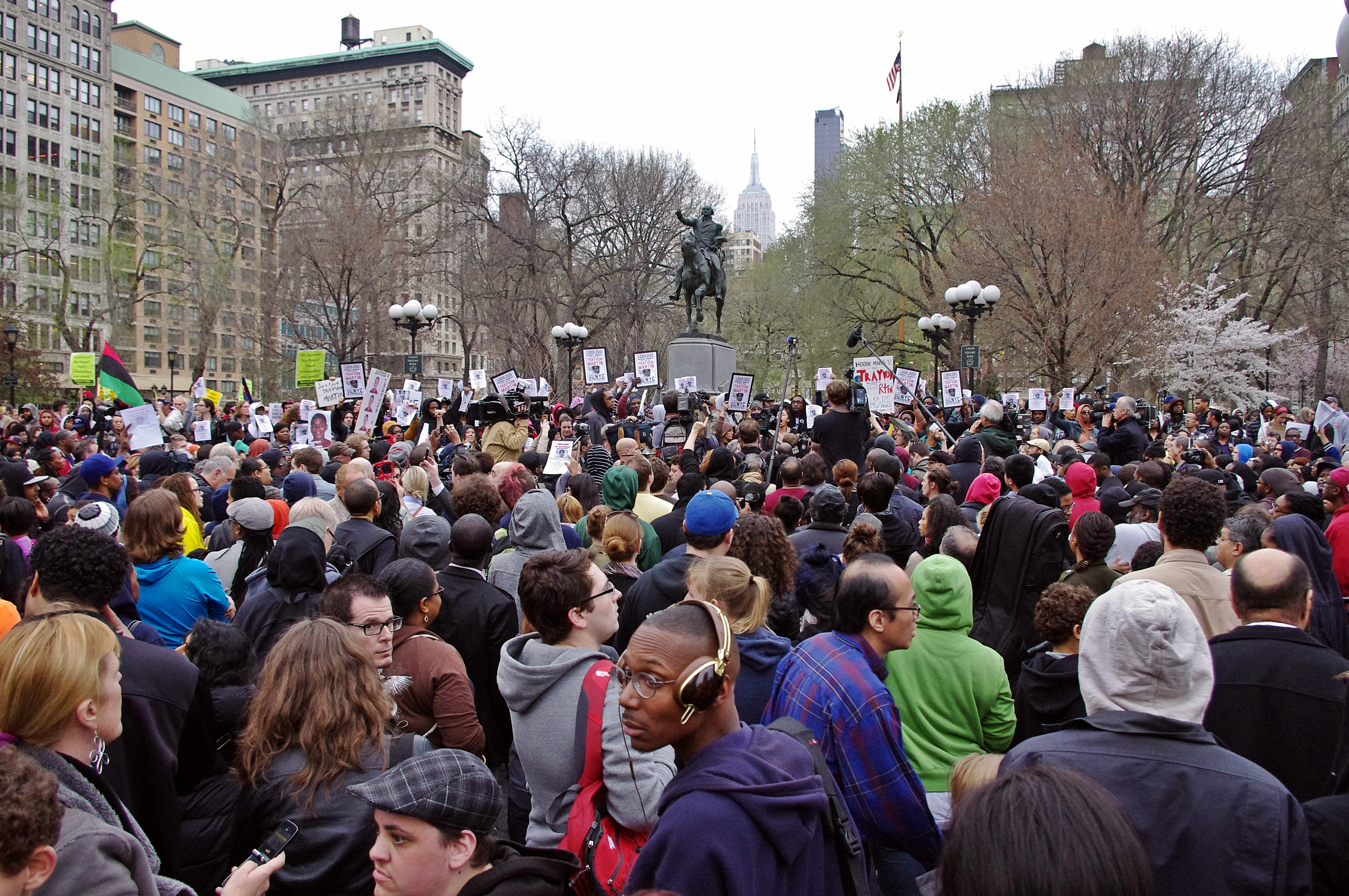
„Marsz miliona bluz z kapturem” – protest przeciwko uniewinnieniu George’a Zimmermana

Początki ruchu sięgają 2013 roku, kiedy to w mediach społecznościowych został rozpowszechniony hasztag „BlackLivesMatter”. Jego powstanie związane było z uniewinnieniem George’a Zimmermana, członka straży sąsiedzkiej, który w lutym 2012 roku podczas patrolu zabił nieuzbrojonego czarnoskórego nastolatka, Trayvona Martina. Hasztag został stworzony przez trzy aktywistki – Alicię Garzę, Patrisse Cullors i Opal Tometi – które poznały się w Black Organizing for Leadership & Dignity (BOLD) – organizacji szkolącej lokalnych liderów.

### Inspiracje
BLM twierdzi, że inspirację czerpie z różnych ruchów społecznych, takich jak: Black Power Movement, czarny feminizm lat 80., panafrykanizm, ruchu przeciw apartheidowi, ruch społeczny LGBTQ i Okupuj Wall Street. Jednak niektórzy z protestujących starają się, żeby odróżnić ich od starszego pokolenia czarnoskórych aktywistów, takich jak Al Sharpton, m.in. ze względu na ich powiązania z Partią Demokratyczną.

### Pierwsze protesty

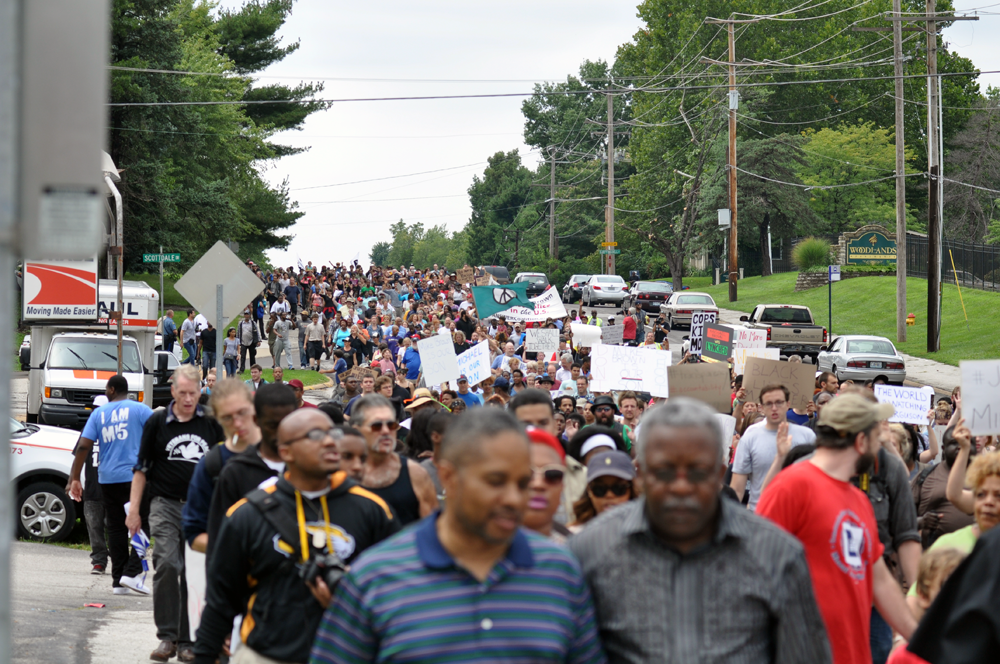
Protesty w Ferguson w sierpniu 2014 roku

W sierpniu 2014 roku członkowie BLM zorganizowali swój pierwszy protest nazwany „Black Lives Matter Freedom Ride”. Protest odbyły się w Ferguson oraz pobliskim Saint Louis, w stanie Missouri, po zabójstwie czarnoskórego nastolatka – Michaela Browna. Ponad pięćset osób dotarło do Ferguson, żeby wziąć udział w pokojowych demonstracjach. Spośród wielu grup, które wzięły udział w proteście, Black Lives Matter wyłonił się jako jedna z najlepiej zorganizowanych i najbardziej widocznych organizacji. Wydarzenia w Ferguson zwróciły międzynarodową uwagę.

### Inkluzywny ruch społeczny
Organizacja, poza zwracaniem uwagi opinii publicznej na niesprawiedliwe traktowanie osób czarnoskórych przez policję, zajmuje się także wspieraniem czarnoskórych osób LGBT oraz osób z niepełnosprawnościami, a także czarnoskórych kobiet.

## Struktura
Samo wyrażenie „Black Lives Matter” może odnosić się do hasztagu w mediach społecznościowych, ruchu społecznego, a także ogólnie grup walczących o sprawiedliwość rasową. Jako ruch, Black Lives Matter jest zdecentralizowany, a liderzy podkreślają wagę organizacji lokalnej nad przywództwem krajowym.
W 2013 roku Patrisse Cullors, Alicia Garza i Opal Tometi utworzyły Black Lives Matter Network. Alicia Garza opisała sieć jako platformę internetową, która istnieje, żeby zapewnić aktywistom i aktywistkom wspólny zestaw zasad i celów. Lokalne oddziały Black Lives Matter proszone są o przestrzeganie zasad przewodnich organizacji, ale poza tym działają bez centralnej struktury lub hierarchii. Alicia Garza skomentowała, że organizacja nigdy nie była zainteresowana „nadzorowaniem tego, kto jest, a kto nie jest częścią ruchu”. Obecnie w USA i Kanadzie istnieje około 16 oddziałów Black Lives Matter.
Luźna struktura Black Lives Matter przyczyniła się wielokrotnie do zamieszania w prasie oraz wśród aktywistów, ponieważ działania lub wypowiedzi z różnych oddziałów organizacji bądź indywidualnych osób są czasami przypisywane całemu ruchowi.

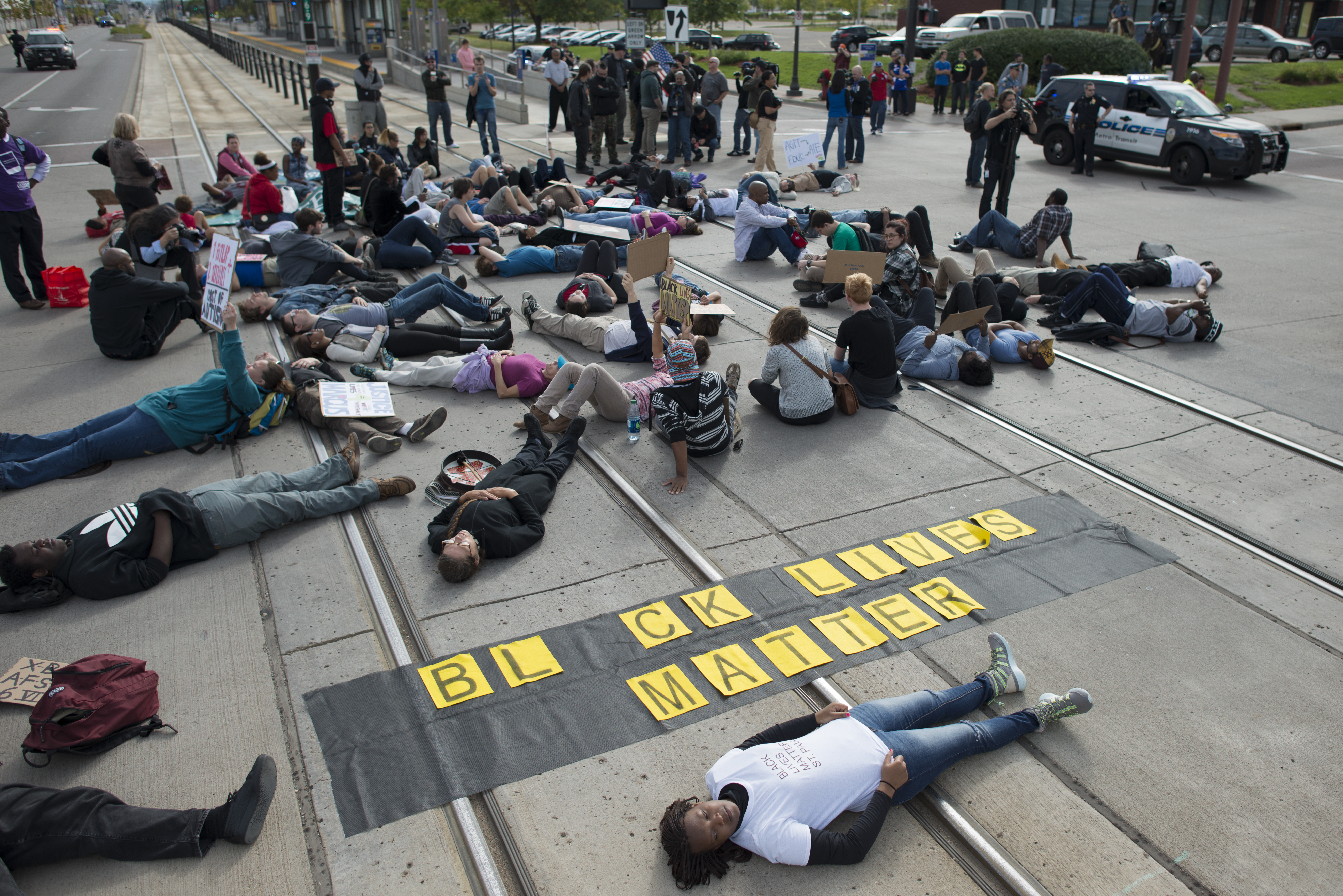
Protest BLM typu die-in w Saint Paul we wrześniu 2015 roku

### Zasady ruchu
Według oficjalnej strony internetowej Black Lives Matter, istnieje trzynaście zasad przewodnich, które powinny obowiązywać tych, którzy zdecydują się zaangażować w aktywizm pod sztandarem Black Lives Matter. Są to między innymi globalizm, empatia, sprawiedliwość naprawcza i integracja międzypokoleniowa.

### Członkostwo w innych organizacjach
BLM jest organizacją członkowską Movement for Black Lives, utworzonego w celu reagowania na utrzymującą się i coraz bardziej widoczną przemoc wobec czarnoskórych społeczności w Stanach Zjednoczonych i na całym świecie.

### Sposób działania

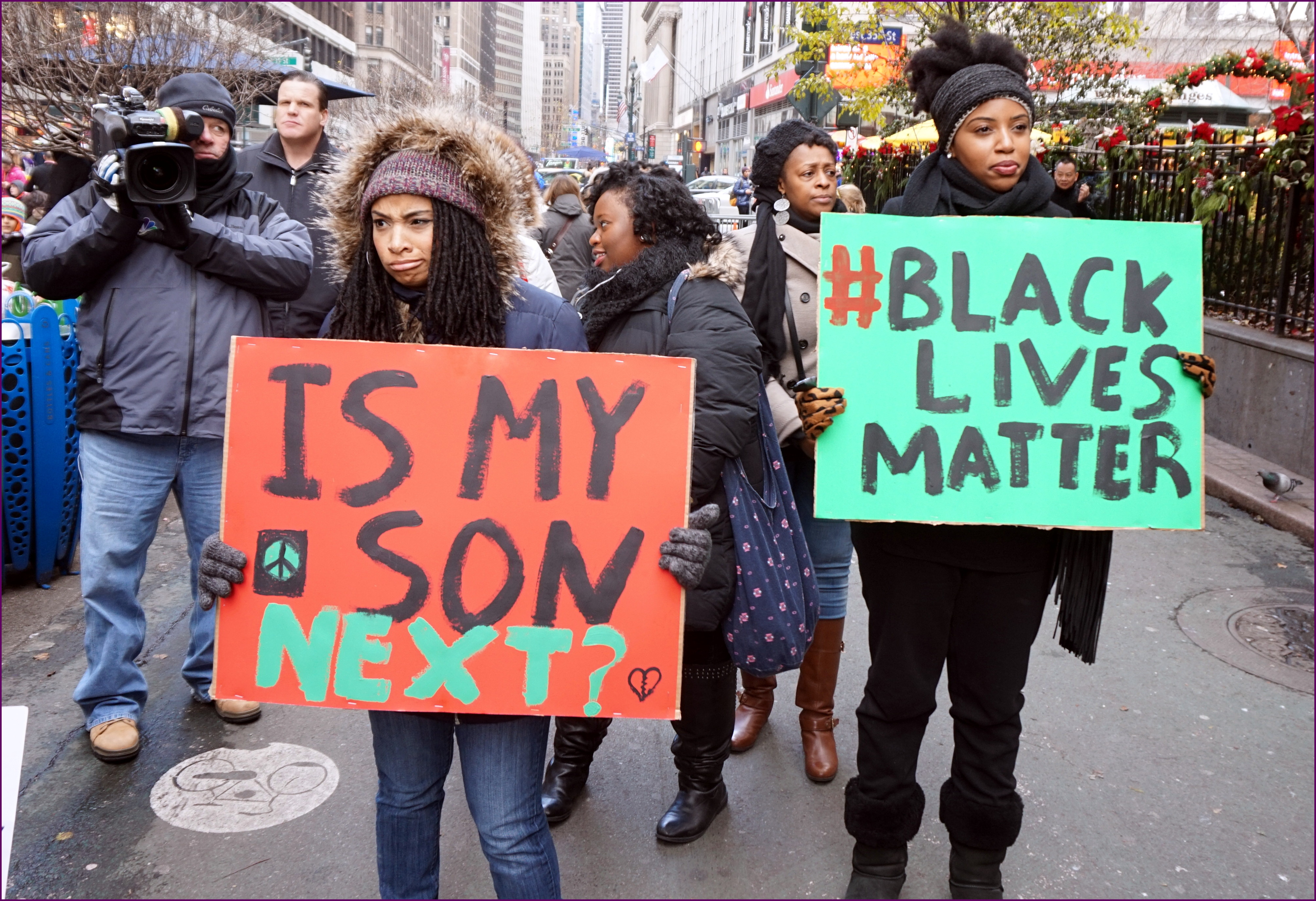
Protest BLM w Nowym Jorku

BLM znany jest z działania głównie poprzez protesty i wiece, działania te mają na celu sprawienie, że ludzie czują się na tyle niekomfortowo z daną sytuacją, że zechcą rozwiązać ten problem. BLM organizuje także happeningi w stylu die-in – jeden z nich zorganizował podczas Twin Cities Marathon w 2015 roku. 
W czerwcu 2020 roku BLM dodało swoją kampanię do gry piłkarskiej FIFA 20. Twórcy gry, EA Sports w oświadczeniu, które pojawiało się przed rozpoczęciem każdej gry, stwierdzili jednoznacznie, że nie będą tolerować rasizmu w żadnej postaci. Zgodnie z hasłem "No room for racism".

#### Slogany
Hasła polityczne używane podczas demonstracji obejmują m.in.: „Black Lives Matter”, „Hands up, don’t shoot”, „I can't breathe” (odnoszące się do śmierci Erica Garnera (2014), a także do śmierci George’a Floyda (2020)), „White silence is violence”, „Is my son next?” i „No justice, no peace”.

## Rozwój organizacji

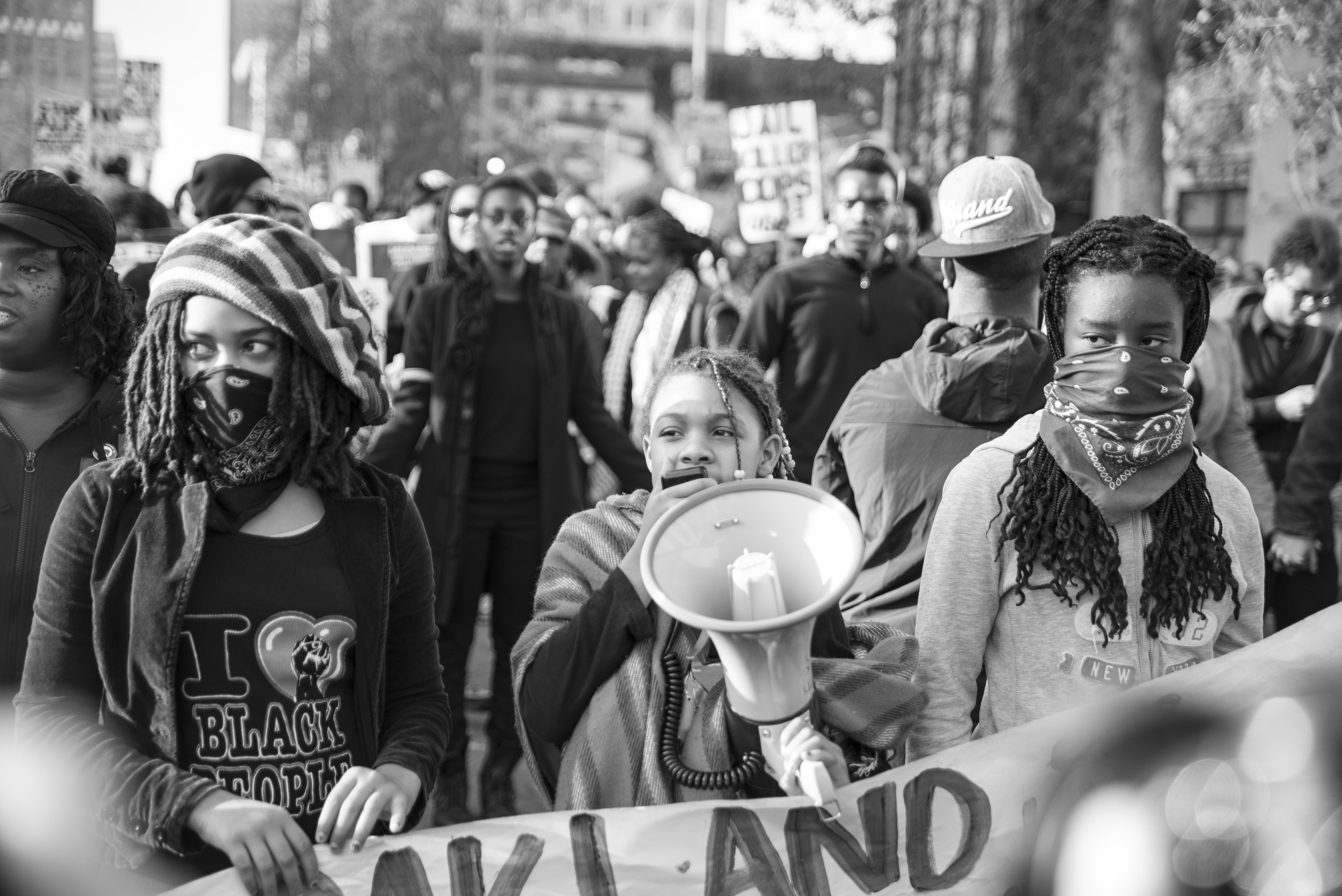
Demonstracja Black Lives Matter w Oakland w Kalifornii

W 2014 roku ruch zdobył ogólnoamerykański rozgłos w związku z ulicznymi zamieszkami po śmierci dwóch kolejnych Afroamerykanów: Michaela Browna (zamieszki odbyły się w Ferguson i pobliskim Saint Louis) i Erica Garnera w Nowym Jorku. Po zamieszkach w Ferguson, osoby związane z ruchem protestowały jeszcze wielokrotnie w związku z kolejnymi śmierciami Afroamerykanów zabitych przez policjantów na służbie bądź przebywających w areszcie policyjnym. W 2016 roku aktywiści ruchu zaangażowali się w wybory prezydenckie w Stanach Zjednoczonych. Pomiędzy 2014 a 2016 roku pomysłodawczynie hasztagu rozwinęły swój projekt na ponad trzydzieści lokalnych oddziałów w całych Stanach Zjednoczonych. Sam ruch nie ma jednak formalnych przywódców i jest oddolną inicjatywą obywatelską.
W 2014 roku American Dialect Society wybrało #BlackLivesMatter jako słowo roku. Amerykański magazyn „Yes!” wybrał #BlackLivesMatter jako jeden z dwunastu hasztagów, które w 2014 roku zmieniły świat.
W 2016 roku Black Lives Matter, wraz z 60 innymi organizacjami, wezwała do dekarceracji, odszkodowań za niewolnictwo w Stanach Zjednoczonych, zakończenia masowej inwigilacji, inwestycji w edukację publiczną, a także upoważnienia mieszkańców czarnoskórych społeczności do zatrudniania i zwalniania funkcjonariuszy policji oraz wydawania wezwań, decydowania o konsekwencjach dyscyplinarnych i sprawowania kontroli nad finansowaniem policji przez miasto.
Do września 2016 roku, frazę „Black Lives Matter” opublikowano na Twitterze ponad 30 milionów razy.
Ruch zyskał ponowny rozgłos i ogólnoświatową uwagę w 2020 roku, wraz z rozprzestrzenianiem się zamieszek i protestów po śmierci George’a Floyda.

## Przeciwnicy organizacji
Społeczeństwo amerykańskie odbiera ruch różnie, co uzależnione jest przede wszystkim od rasy respondentów. W opozycji do ruchu zaczęto promować hasztag „All Lives Matter”, który był jednak krytykowany za niezrozumienie bądź umniejszanie przesłania BLM. Po zastrzeleniu dwóch policjantów w Ferguson w użyciu znalazł się również hasztag „Blue Lives Matter”, używany przez zwolenników policji. Liderzy niektórych ruchów praw obywatelskich nie zgadzają się z taktykami, jakie stosują aktywiści Black Lives Matter.

## Finansowanie
Black Lives Matter otrzymuje lub otrzymywało fundusze m.in. od Open Society Foundation, Ford Foundation i Borealis Philanthropy. Ponadto, Black Lives Matter otrzymał wsparcie od organizacji i fundacji, takich jak Black Youth Project 100, Black Civic Engagement Fund, Centre for Popular Democracy, Color of Change i Advancement Project.